# Mitchell (Nebraska)
Mitchell es una ciudad ubicada en el condado de Scotts Bluff en el estado estadounidense de Nebraska. En el Censo de 2010 tenía una población de 1702 habitantes y una densidad poblacional de 979,35 personas por km².

## Geografía
Mitchell se encuentra ubicada en las coordenadas 41°56′34″N 103°48′35″O / 41.94278, -103.80972. Según la Oficina del Censo de los Estados Unidos, Mitchell tiene una superficie total de 1.74 km², de la cual 1.74 km² corresponden a tierra firme y (0%) 0 km² es agua.

## Demografía
Según el censo de 2010, había 1702 personas residiendo en Mitchell. La densidad de población era de 979,35 hab./km². De los 1702 habitantes, Mitchell estaba compuesto por el 90.78% blancos, el 0.24% eran afroamericanos, el 0.59% eran amerindios, el 0.41% eran asiáticos, el 0% eran isleños del Pacífico, el 6.58% eran de otras razas y el 1.41% pertenecían a dos o más razas. Del total de la población el 23.09% eran hispanos o latinos de cualquier raza.